# 白樵
白樵（1985年2月7日—）是臺灣作家、舞者，臺北市出身，畢業自國立政治大學斯拉夫語文學系、廣告學系，途中曾至莫斯科國立大學擔任交換學生，後又赴法國巴黎索邦大學攻讀斯拉夫研究碩士學位。他曾以散文集《風葛雪羅》（2022）入圍台灣文學獎金典獎，以及以散文集《莫斯科的情人》（2024）獲得梁實秋文學大師獎散文大師獎優選。
白樵的父系家族是來自中國遼寧省的穆斯林家族，國共內戰後遷移至臺灣；其祖父為音樂家白景山，知名兒歌〈只要我長大〉為其代表作。

## 著作

### 小說
- 《末日儲藏室》（2021年，台北：時報出版）

### 散文
- 《風葛雪羅》（2022年，台北：時報出版）
- 《莫斯科的情人》（2024年，台北：時報出版）

## 外部連結
- 白樵的Facebook專頁